# بليندا سنكلير
بليندا سنكلير (بالإنجليزية: Belinda Sinclair)‏ هي ممثلة بريطانية، ولدت في 16 سبتمبر 1950.

## وصلات خارجية
- بليندا سنكلير على موقع IMDb (الإنجليزية)
- بليندا سنكلير على موقع ميوزك برينز (الإنجليزية)
- بليندا سنكلير على موقع قاعدة بيانات الفيلم (الإنجليزية)